# Меджид
Меджидът (Merlangius merlangus), също черноморски меджид или мерланг, е вид лъчеперка от семейство Gadidae. Видът не е застрашен от изчезване.

## Разпространение
Разпространен е в Белгия, България, Великобритания (Северна Ирландия), Германия, Грузия (Абхазия), Гърнси, Гърция (Егейски острови), Дания, Джърси, Европейска част на Русия, Ирландия, Исландия, Испания, Италия, Нидерландия, Норвегия, Полша, Португалия, Румъния, Словения, Турция, Украйна (Крим), Фарьорски острови, Франция, Хърватия и Швеция.